# Futbol'nyj Klub Torpedo Moskva 2015-2016
Questa voce raccoglie le informazioni riguardanti il Futbol'nyj Klub Torpedo Moskva nelle competizioni ufficiali della stagione 2015-2016.

## Stagione
La squadra chiuse la PPF Ligi in dodicesima posizione.

## Rosa
| N. |                   | Ruolo | Calciatore            |
| -- | ----------------- | ----- | --------------------- |
| 30 | Russia (bandiera) | P     | Nikita Ignatov        |
| 31 | Russia (bandiera) | C     | Konstantin Pavlov     |
| 32 | Russia (bandiera) | D     | Sergey Shumeyko       |
| 46 | Russia (bandiera) | C     | Ivan Melnikov         |
| 50 | Russia (bandiera) | A     | Viktor Afanasjev      |
| 51 | Russia (bandiera) | D     | Sergej Šustikov       |
| 52 | Russia (bandiera) | P     | Yuri Shafinskiy       |
| 57 | Russia (bandiera) | C     | Konstantin Podkorytov |
| 60 | Russia (bandiera) | C     | Dmitrij Sokolov       |
| 66 | Russia (bandiera) | C     | Yuri Petrakov         |

| N. |                   | Ruolo | Calciatore          |
| -- | ----------------- | ----- | ------------------- |
| 67 | Russia (bandiera) | C     | Valeriy Skorodumov  |
| 68 | Russia (bandiera) | C     | Daniil Savichev     |
| 69 | Russia (bandiera) | D     | Evgeni Ezhov        |
| 74 | Russia (bandiera) | C     | Konstantin Kertanov |
| 78 | Russia (bandiera) | A     | Aleksandr Stepanov  |
| 87 | Russia (bandiera) | C     | Filipp Dvoretskov   |
| 94 | Russia (bandiera) | A     | Rinat Timokhin      |
| 95 | Russia (bandiera) | A     | Sergey Tyupikov     |
| 98 | Russia (bandiera) | P     | Timur Bagautdinov   |
| 99 | Russia (bandiera) | D     | Andrey Shiryaev     |

## Risultati

### Campionato
| Arbitro: | Igor Panin |

|  |           |                                         |
|  | Marcatori | 35’ Sergey Tyupikov 60’ Sergey Tyupikov |

| Arbitro: | Evgeni Kukulyak |

|                        |           |                      |
| Aleksandr Stepanov 82’ | Marcatori | 86’ Viktor Svistunov |

| Arbitro: | Aleksandr Borisov |

|                                                              |           |  |
| Andrey Mamatyuk 2’ Andrey Mamatyuk 45’ Aleksandr Egurnev 53’ | Marcatori |  |

| Arbitro: | Pavel Shadykhanov |

|  |           |                      |
|  | Marcatori | 4’ Vladislav Sarveli |

| Arbitro: | Ilia Trishin |

|                    |           |  |
| Ruslan Pashtov 69’ | Marcatori |  |

| Arbitro: | Evgeni Mamoyko |

|  |           |                      |
|  | Marcatori | 32’ Vladislav Sysuev |

| Arbitro: | Gennadi Anoshin |

|  |           |                     |
|  | Marcatori | 15’ Dmitrij Sokolov |

| Arbitro: | Taras Shevchenko |

|                           |           |  |
| Konstantin Podkorytov 59’ | Marcatori |  |

| Arbitro: | Ilya Bugrov |

|                                     |           |  |
| Pavel Sergeev 31’ Pavel Sergeev 43’ | Marcatori |  |

| Mosca 21 settembre 2015, ore 16:00 10ª giornata | Torpedo Mosca       | 0 – 0 referto | Metallurg Lipeck | Accademia Spartak (400 spett.)\| Arbitro: \| Danil Dresvyannikov \| |
| Arbitro:                                        | Danil Dresvyannikov |               |                  |                                                                     |

| Arbitro: | Vitali Faustov |

|                   |           |  |
| Igor Borozdin 74’ | Marcatori |  |

| Arbitro: | Konstantin Averyanov |

|                                            |           |  |
| Sergey Tyupikov 57’ Aleksandr Stepanov 76’ | Marcatori |  |

| Arbitro: | Artem Smolin |

|                             |           |                           |
| Sergey Shustikov 26’ (aut.) | Marcatori | 79’ Konstantin Podkorytov |

| Arbitro: | Aleksandr Ksenafontov |

|                                         |           |                      |
| Roman Grigoryan 14’ Roman Grigoryan 51’ | Marcatori | 88’ Sergey Shustikov |

| Arbitro: | Mikhail Belov |

|                                                   |           |                        |
| Konstantin Kertanov 15’ Konstantin Podkorytov 27’ | Marcatori | 49’ Aleksandr Abroskin |

| Arbitro: | Sergey Cheban |

|                      |           |                    |
| Roman Kosyanchuk 55’ | Marcatori | 2’ Sergey Tyupikov |

| Arbitro: | Vladimir Seldyakov |

|                     |           |                   |
| Sergey Tyupikov 21’ | Marcatori | 39’ Denis Sinyaev |

| Arbitro: | Evgeni Gerasimenko |

|                     |           |  |
| Sergey Anisimov 75’ | Marcatori |  |

| Arbitro: | Stanislav Isaev |

|                   |           |                                                                  |
| Yuri Petrakov 21’ | Marcatori | 39’ Mikhail Pogonin 54’ (rig.) Igor Boyarov 70’ Aleksandr Yurjev |

| Arbitro: | Oleg Koretskiy |

|  |           |                      |
|  | Marcatori | 67’ Sergey Shustikov |

| Arbitro: | Evgeni Kudryashov |

|                                                               |           |                                       |
| Yuri Petrakov 13’ Dmitrij Sokolov 34’ Konstantin Kertanov 49’ | Marcatori | 55’ Andrey Naletov 61’ Artem Mingazov |

| Arbitro: | Maksim Perezva |

|  |           |                         |
|  | Marcatori | 80’ Konstantin Kertanov |

| Arbitro: | Dmitri Sukhov |

|                            |           |                                                |
| Sergey Shustikov 9’ (rig.) | Marcatori | 12’ Igor Fateev 76’ (aut.) Konstantin Kertanov |

| Arbitro: | Vladimir Pevchev |

|                      |           |                       |
| Nikita Chunikhin 78’ | Marcatori | 41’ Konstantin Pavlov |

| Arbitro: | Yuri Karpov |

|  |           |                                                |
|  | Marcatori | 29’ (rig.) Elbrus Tandelov 81’ Elbrus Tandelov |

| Arbitro: | Vasili Tikhonov |

|  |           |                  |
|  | Marcatori | 75’ Denis Degtev |

### Coppa di Russia
| Arbitro: | Aleksey Amelin |

|  |           |                       |
|  | Marcatori | 67’ Konstantin Pavlov |

| Arbitro: | Yuri Karpov |

|  |                      |  |
|  | Tiri di rigore 2 – 3 |  |